# Wigsley
Wigsley – wieś w Anglii, w hrabstwie Nottinghamshire, w dystrykcie Newark and Sherwood. Leży 42 km na północny wschód od miasta Nottingham i 195 km na północ od Londynu.